# Divisão N.º 1 (Alberta)
A Divisão N.º 1 é uma das dezenove divisões do censo da província canadense de Alberta, conforme definido pela Statistics Canada. A divisão está localizada na Região sul de Alberta envolvendo a cidade de Medicine Hat.

## Demografia
De acordo com o censo populacional de 2011, a Divisão n.º 1 tinha uma população de 78.694 pessoas em 31.724 das 34.458 residências, uma variação de 5,6% em relação à população de 74.550 habitantes no censo de 2006. Com uma extensão territorial de 20.526 km², a divisão tinha uma densidade populacional de 3,8 pessoas por quilômetro quadrado em 2011.